# William Hooper
William Hooper, né le 28 juin 1742, mort le 14 octobre 1790, est un avocat et politicien américain, membre du Congrès continental de 1774 à 1777, en tant que représentant de la Caroline du Nord. Hooper est aussi l'un des signataires de la Déclaration d'indépendance des États-Unis.

## Biographie

### Jeunesse
Fils de William Hooper Senior, un pasteur écossais ayant étudié à l'Université d'Édimbourg avant d’immigrer à Boston et de Mary Dennie, fille de John Dennie, marchant très réputé du Massachusetts, William Hooper naît le 28 juin 1742, à Boston (Massachusetts). Il est l'aîné d'une famille de 5 enfants. Son père espérait qu'il suive ses pas en tant que pasteur épiscopalien et place son fils à l'âge de 7 ans à la Boston Latin School dirigée par M. John Lovell, pédagogue très réputé dans la colonie. En 1757, à l'âge de 15 ans, Hooper entre à l'Université Harvard où il est perçu comme un étudiant appliqué et brillant. En 1760, il est diplômé d'Harvard avec les honneurs, mais ne poursuit pas une carrière cléricale comme l'eut souhaité son père. Au lieu de cela, William se lance dans les études juridiques auprès de James Otis jusqu'en 1764, un avocat populaire, avant de quitter le Massachusetts en raison de l'abondance d'avocats à Boston.

### Vie en Caroline du Nord
En 1764, Hooper déménage temporairement à Wilmington (Caroline du Nord), où il commence à exercer son métier et devient l'avocat du Circuit court de Cape Fear. Il se bâtit une réputation aussi bien parmi les riches fermiers que parmi ses confrères avocats. Hooper accroit son influence en représentant le Gouvernement colonial dans plusieurs affaires. En 1767, il se marie à Anne Clark, fille d'un riche colon de la région et shérif du comté de New Hanover. Ils eurent un fils, Williams, en 1768, et une fille, Elisabeth, en 1770, puis à nouveau un fils, Thomas, en 1772. Hooper fut rapidement en mesure de gravir les rangs, et en 1768 il devient l'Attorney General adjoint de Caroline du Nord.
Hooper soutenait initialement le gouvernement britannique de Caroline du Nord. En tant que Attorney General adjoint en 1768, Hooper travaille avec le Gouverneur colonial William Tryon pour éliminer un groupe de rebelles connu sous le nom de Régulateurs durant la Guerre de Régulation (en). Les Régulateurs opérèrent en Caroline du Nord un moment, et en 1770 il fut reporté que le groupe traîna Hooper dans les rues durant une émeute. Hooper conseilla alors au Gouverneur Tryon d'utiliser la force autant que nécessaire pour calmer les rebelles, et mena les troupes lors de la bataille d'Alamance en 1771.

### Participation à la Révolution Américaine
Le soutien de Hooper au Gouvernement colonial commença à s'estomper, posant des problèmes du fait de l'appui passé du Gouverneur Tryon. Hooper était présenté comme un loyaliste, il n'a donc pas été immédiatement accepté par les patriotes. Mais il est par la suite élu à l'Assemblée générale de Caroline du Nord en 1773, et devient un adversaires de diverses tentatives coloniales pour faire passer des lois visant à réguler les marchés provinciaux. Ceci contribua à détruire sa réputation auprès des loyalistes. Hooper reconnut que l'indépendance semblait être proche, il le mentionne d'ailleurs dans une lettre adressée à son ami James Iredell dans laquelle il dit que les colonies « [progressaient] rapidement vers l'indépendance, et que l'on construira un empire sur les ruines de la Grande-Bretagne » (striding fast to independence, and ere long will build an empire upon the ruins o Great Britain.)
Pendant qu'il siège à l'assemblée, Hooper devient progressivement un partisan de la révolution américaine et de l'indépendance. Après que le gouverneur a dissous l'assemblée, Hooper participe à la création d'une nouvelle assemblée coloniale, et est nommé au Comité de Correspondance et d'Enquête. En 1774, il est nommé délégué au Premier Congrès continental, où il sert dans de nombreux comités. Il ensuite élu au Second Congrès continental. Il passe beaucoup de son temps entre le congrès et son travail en Caroline du Nord où il aide à la formation d'un nouveau gouvernement. En raison du temps que lui prenait cette dernière occupation, il ne put voter en faveur de la déclaration d'indépendance le 4 juillet 1776, mais il put néanmoins la signer le 2 août de cette même année.
En 1777, en raison de difficultés financières, Hooper démissionne du Congrès et revient en Caroline du Nord pour continuer sa carrière d'avocat. Durant toute la période de la Révolution américaine, les Anglais tentèrent de capturer Hooper. Sa maison à Finian étant  vulnérable aux attaques de ces derniers, il fit déplacer sa famille à Wilmington. En 1781, les Anglais prennent Wilmington, où Charles Cornwallis et ses armées tombent à la Bataille de Guilford Court House ; Hooper se trouve alors séparé de sa famille. Les Anglais brûlent alors ses domaines de Finian et Wilmington, et Hooper est forcé de demander l'aide de ses amis pour se loger pendant quelque temps, ainsi que de se soigner lorsqu'il contracte la malaria. Après presque une année de séparation, Hooper et sa famille se réunissent et s'établissent à Hillsborough, en Caroline du Nord, où Hooper continue de servir pour l'État jusqu'en 1783.

### Fin de vie
Après la Révolution, Hooper reprend sa carrière d'avocat mais il perd la faveur politique à cause de ses prises de position politiques. Il se rapproche du Parti Fédéraliste, du fait de ses relations influentes, de sa méfiance vis-à-vis de la classe inférieure, et ses très critiqués rapports avec les Loyalistes. Hooper est de nouveau appelé à la vie publique en 1786, lorsqu'il est nommé juge fédéral dans un conflit de frontière entre les États de New York et du Massachusetts, bien que le cas fut finalement arrangé hors cour. Entre 1787 et 1788, Hooper mène une importante campagne pour que la Caroline du Nord ratifie la nouvelle constitution des États-Unis. Mais Hooper était à l'époque très malade et il meurt le 14 octobre 1790, à l'âge de 48 ans. Il fut enterré dans le cimetière presbytérien de Hillsborough. Ses restes ont été transférés au National Military Ground de Guilford Courthouse.